# Anne White
Anne White (* 28. September 1961 in Charleston, West Virginia, Vereinigte Staaten) ist eine ehemalige US-amerikanische Tennisspielerin.

## Karriere

### Anfänge
Anne White ist die Tochter von Pete White, der für die Clendenin Highschool Basketball spielte. Mit neun Jahren war sie auf Platz 29 der nationalen Tennisrangliste für unter Zwölfjährige und war später in den Top Ten der Juniorenrangliste zu finden. Mit 19 Jahren gewann sie alle drei Bewerbe (Einzel, Doppel, Mixed) bei den nationalen Amateurtennismeisterschaften.

### Profikarriere
White konnte im Laufe ihrer Karriere insgesamt acht Turniere auf der WTA Tour gewinnen, davon eines im Einzel und sieben im Doppel. Außerdem erreichte sie fünf weitere Endspiele (eines im Einzel, vier im Doppel). Bei Grand-Slam-Turnieren waren ihre größten Erfolge das Erreichen von je zwei Achtelfinals im Einzel sowie Halbfinals im Doppel. Im Mixed-Bewerb erzielte White in Wimbledon 1985 mit dem Viertelfinale ihr bestes Ergebnis. Ihre besten Platzierungen waren Rang 19 bzw. 18 in der Tennis-Weltrangliste.

### Wimbledon 1985
Größere Bekanntheit erreichte Anne White durch ihren Auftritt in der ersten Runde des Einzelbewerbs in Wimbledon 1985. Nachdem sie sich in einem Trainingsanzug aufgewärmt hatte, trat sie in einem eng anliegenden Catsuit zum Match gegen Pam Shriver an. Aufgrund von Dunkelheit wurde das Match beim Stand von je einem gewonnenen Satz unterbrochen, und White vom Schiedsrichter aufgefordert, das Spiel am nächsten Tag in angemessenerer Kleidung fortzusetzen. Sie verlor am nächsten Tag den entscheidenden dritten Satz, doch der Vorfall fand weite Beachtung. In einem späteren Interview sagte Anne White, sie hätte nicht damit gerechnet, dass ihre Kleidungswahl so kontrovers aufgenommen werden würde.

## Erfolge

### Turniersiege

#### Einzeltitel bei WTA-Turnieren
| Nr. | Datum         | Turnier | Belag     | Finalgegner      | Ergebnis |
| --- | ------------- | ------- | --------- | ---------------- | -------- |
| 1.  | 15. März 1987 | Phoenix | Hartplatz | Dianne Balestrat | 6:1, 6:2 |

#### Doppeltitel bei WTA-Turnieren
| Nr. | Datum              | Turnier            | Belag           | Partner           | Finalgegner                      | Ergebnis      |
| --- | ------------------ | ------------------ | --------------- | ----------------- | -------------------------------- | ------------- |
| 1.  | Februar 1984       | Houston            | Teppich (Halle) | Mima Jaušovec     | Barbara Potter Sharon Walsh      | 6:4, 3:6, 7:6 |
| 2.  | März 1984          | Palm Beach Gardens | Sandplatz       | Betsy Nagelsen    | Rosalyn Fairbank Candy Reynolds  | 2:6, 6:2, 6:2 |
| 3.  | März 1984          | Dallas             | Teppich (Halle) | Leslie Allen      | Sandy Collins Elizabeth Smylie   | 6:4, 5:7, 6:2 |
| 4.  | Juni 1984          | Birmingham         | Rasen           | Leslie Allen      | Barbara Jordan Elizabeth Smylie  | 7:5, 6:3      |
| 5.  | 13. April 1986     | Hilton Head Island | Sandplatz       | Chris Evert-Lloyd | Steffi Graf Catherine Tanvier    | 6:3, 6:3      |
| 6.  | 22. März 1987      | Dallas             | Teppich (Halle) | Mary-Lou Piatek   | Elise Burgin Robin White         | 7:5, 6:3      |
| 7.  | 20. September 1987 | Tokio              | Teppich (Halle) | Robin White       | Katerina Maleewa Manuela Maleewa | 6:1, 6:2      |

### Finalteilnahmen bei WTA-Turnieren

#### Einzelfinale bei WTA-Turnieren
| Nr. | Datum     | Turnier    | Belag | Finalgegner | Ergebnis |
| --- | --------- | ---------- | ----- | ----------- | -------- |
| 1.  | Juni 1984 | Birmingham | Rasen | Pam Shriver | 6:7, 3:6 |

#### Doppelfinale bei WTA-Turnieren
| Nr. | Datum          | Turnier     | Belag           | Partner         | Finalgegner                      | Ergebnis      |
| --- | -------------- | ----------- | --------------- | --------------- | -------------------------------- | ------------- |
| 1.  | Januar 1984    | Washington  | Teppich (Halle) | Leslie Allen    | Barbara Potter Sharon Walsh      | 1:6, 7:6, 2:6 |
| 2.  | April 1985     | Tokio       | Teppich (Halle) | Betsy Nagelsen  | Kathy Jordan Elizabeth Smylie    | 6:4, 5:7, 2:6 |
| 3.  | September 1985 | New Orleans | Teppich (Halle) | Mary-Lou Piatek | Chris Evert-Lloyd Wendy Turnbull | 1:6, 2:6      |
| 4.  | 15. März 1987  | Phoenix     | Hartplatz       | Mary-Lou Piatek | Penny Barg Beth Herr             | 6:2, 2:6, 6:7 |

## Abschneiden bei Grand-Slam-Turnieren

### Einzel
| Turnier         | 1980 | 1981 | 1982 | 1983 | 1984 | 1985 | 1986  | 1987 | Karriere |
| --------------- | ---- | ---- | ---- | ---- | ---- | ---- | ----- | ---- | -------- |
| Australian Open | —    | 2    | 1    | 2    | 1    | —    | n. a. | —    | 2        |
| French Open     | —    | 3    | 3    | 3    | AF   | 3    | 1     | —    | AF       |
| Wimbledon       | —    | 1    | 3    | 2    | 1    | 1    | 1     | 2    | 3        |
| US Open         | 2    | 2    | 2    | AF   | 3    | 3    | 1     | 1    | AF       |

Zeichenerklärung: S = Turniersieg; F, HF, VF, AF = Einzug ins Finale / Halbfinale / Viertelfinale / Achtelfinale; 1, 2, 3 = Ausscheiden in der 1. / 2. / 3. Hauptrunde; Q1, Q2, Q3 = Ausscheiden in der 1. / 2. / 3. Runde der Qualifikation; n. a. = nicht ausgetragen

### Doppel
| Turnier         | 1980 | 1981 | 1982 | 1983 | 1984 | 1985 | 1986  | 1987 | 1988 | 1989 | 1990 | Karriere |
| --------------- | ---- | ---- | ---- | ---- | ---- | ---- | ----- | ---- | ---- | ---- | ---- | -------- |
| Australian Open | —    | 1    | 1    | AF   | AF   | —    | n. a. | —    | —    | —    | —    | AF       |
| French Open     | —    | AF   | AF   | 1    | AF   | HF   | AF    | —    | —    | —    | —    | HF       |
| Wimbledon       | —    | 2    | 1    | 2    | AF   | AF   | 2     | 2    | —    | —    | 2    | AF       |
| US Open         | 2    | AF   | 1    | 1    | HF   | 1    | AF    | AF   | —    | —    | 2    | HF       |

### Mixed
| Turnier         | 1981  | 1982  | 1983  | 1984  | 1985  | 1986  | 1987 | Karriere |
| --------------- | ----- | ----- | ----- | ----- | ----- | ----- | ---- | -------- |
| Australian Open | n. a. | n. a. | n. a. | n. a. | n. a. | n. a. | —    | —        |
| French Open     | AF    | —     | 2     | AF    | —     | 2     | —    | AF       |
| Wimbledon       | 1     | VF    | 1     | 2     | VF    | —     | 2    | VF       |
| US Open         | —     | —     | —     | —     | —     | 1     | AF   | AF       |